# Rochie

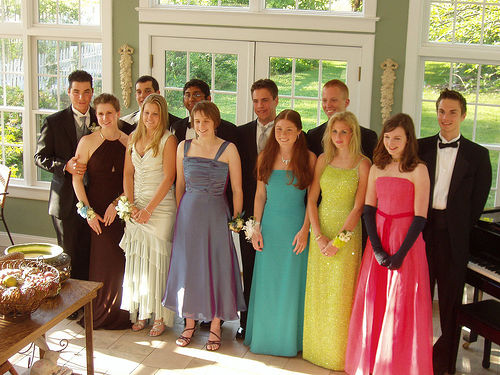
Tinere purtând rochii, însoțite de tineri în smoching

Rochia este un obiect de îmbrăcăminte la care bluza și fusta formează o singură piesă, purtat în general de femei, de ex.: rochie de seară, rochie de mireasă, rochie mulată.

## Istorie

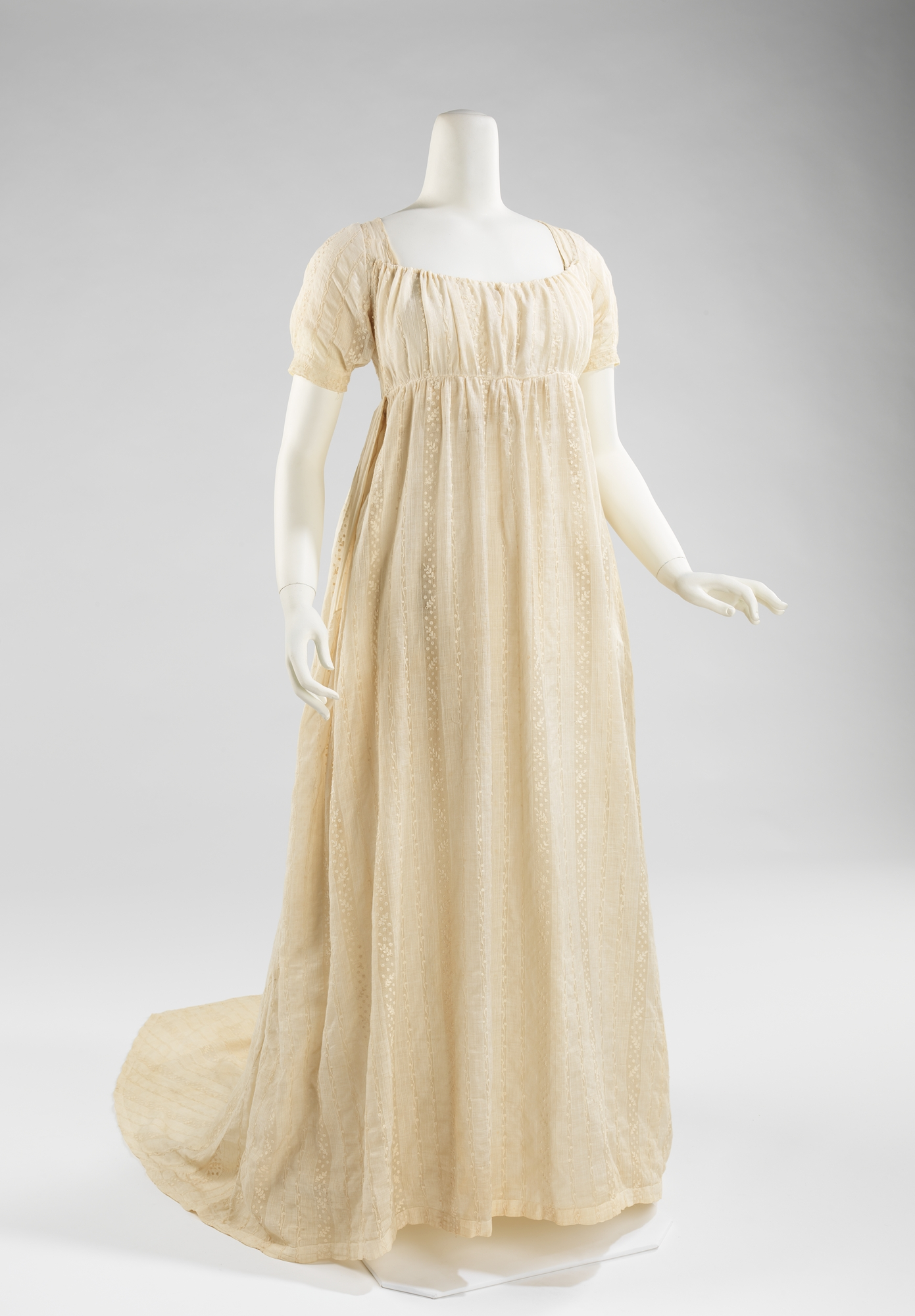
1800
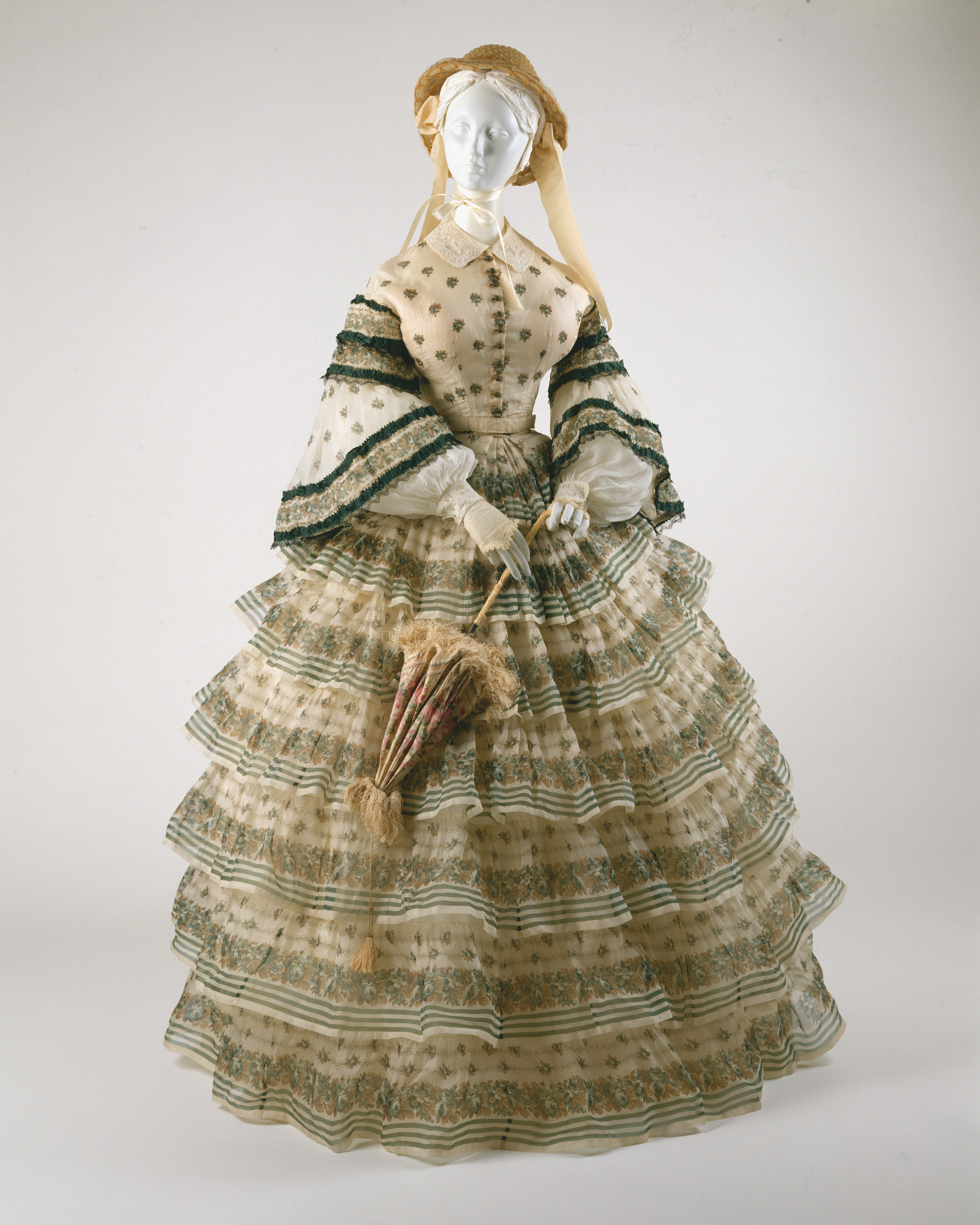
1855
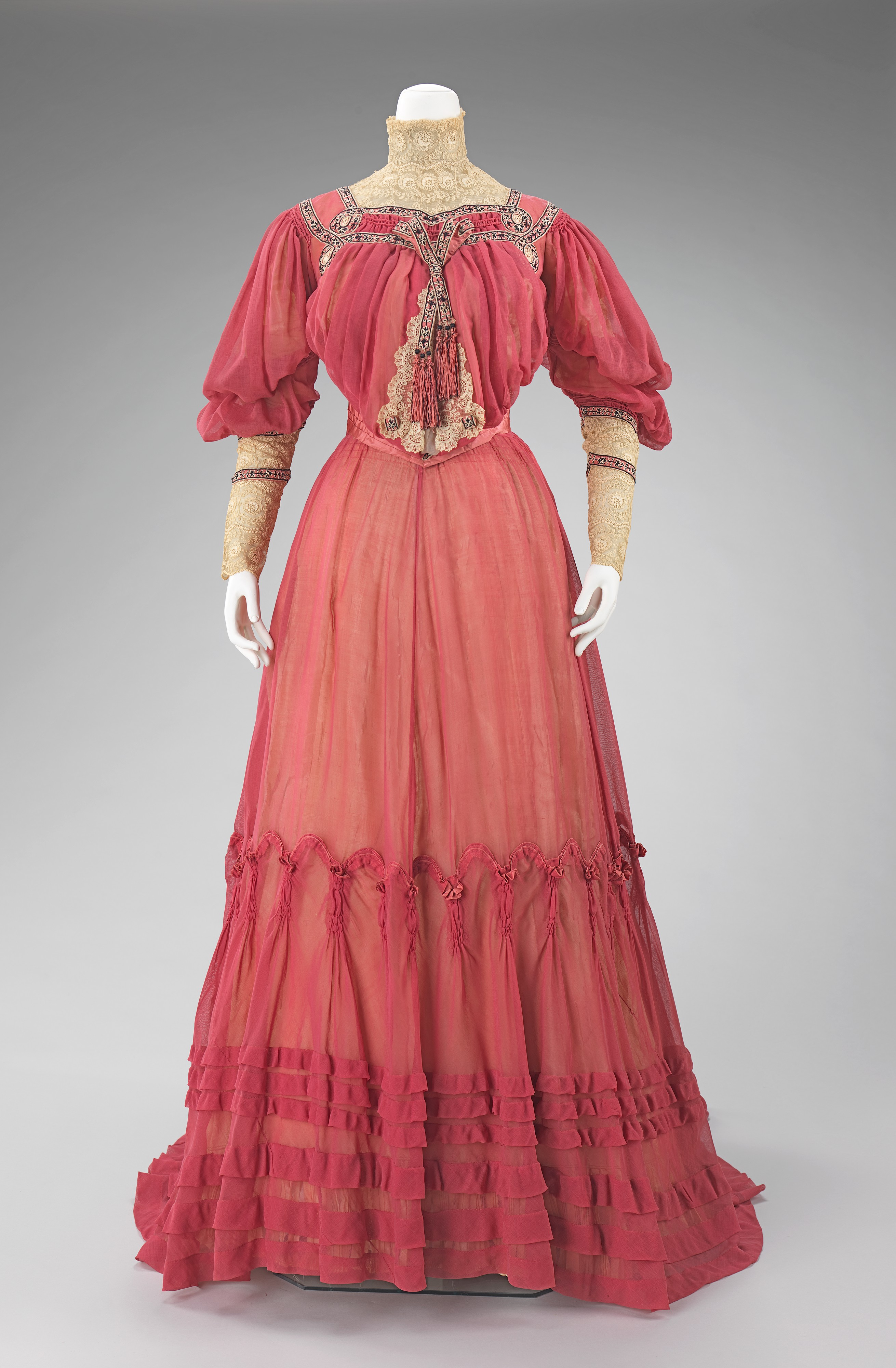
1903
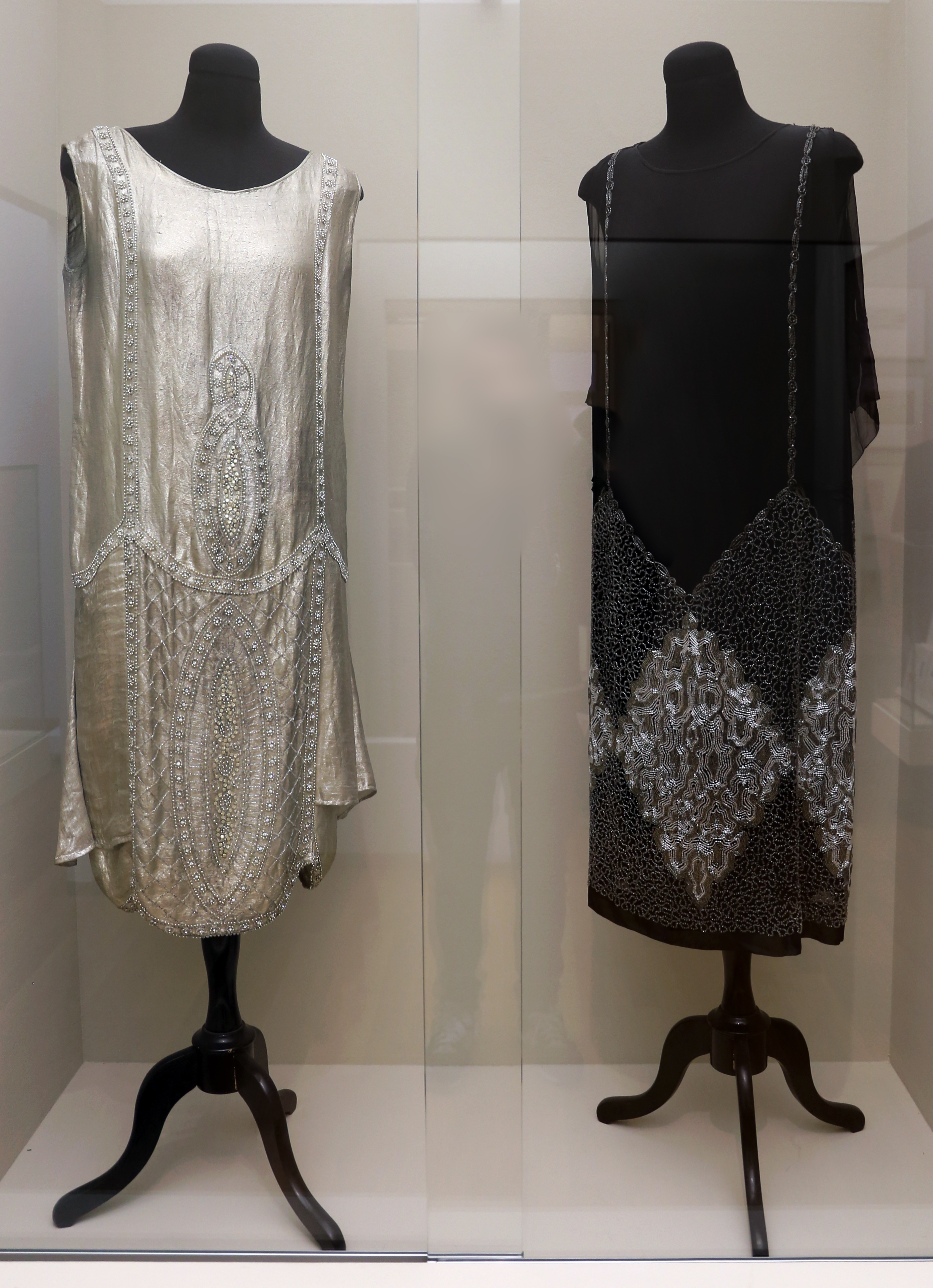
1925
anii '30
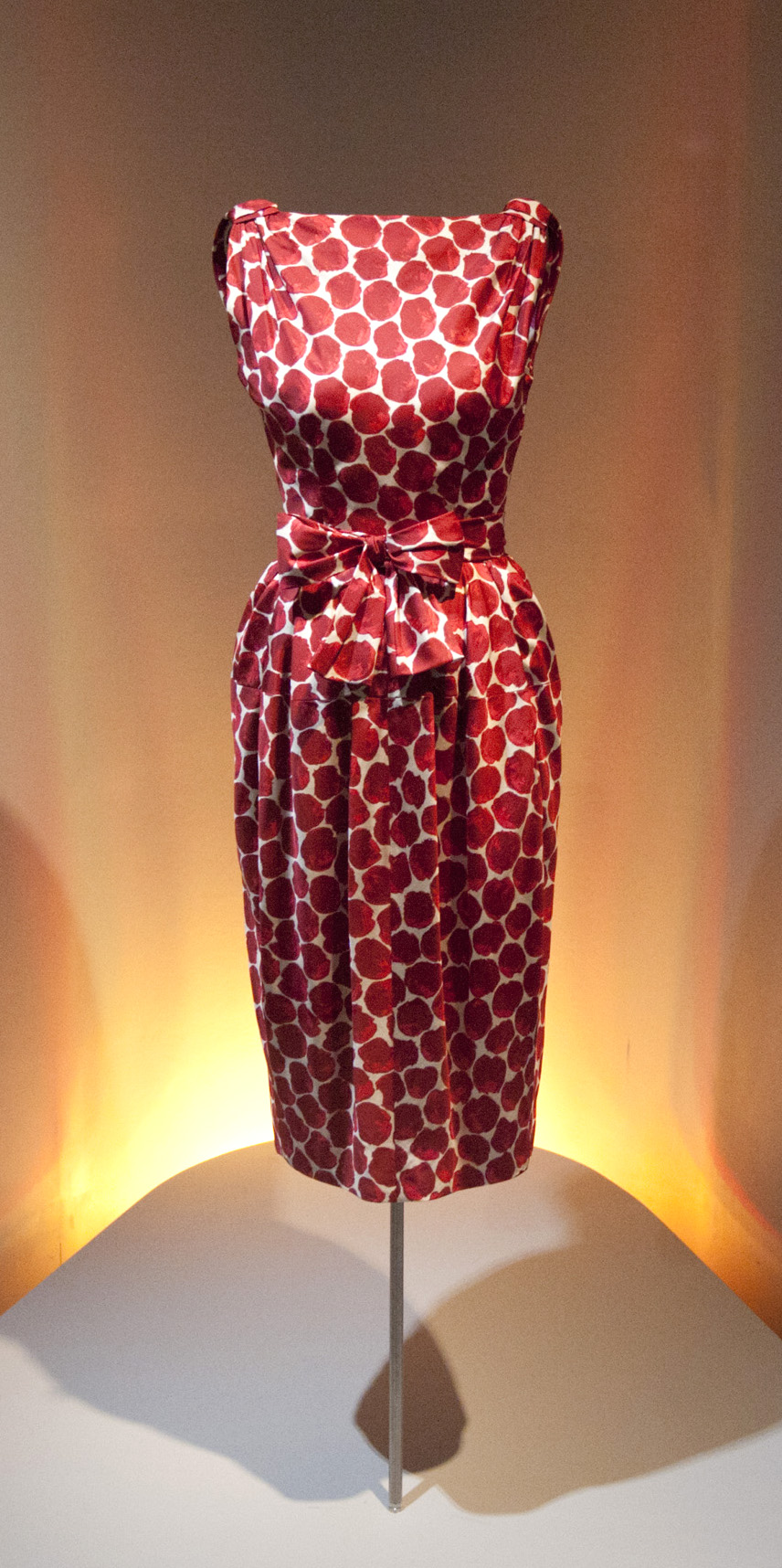
1960
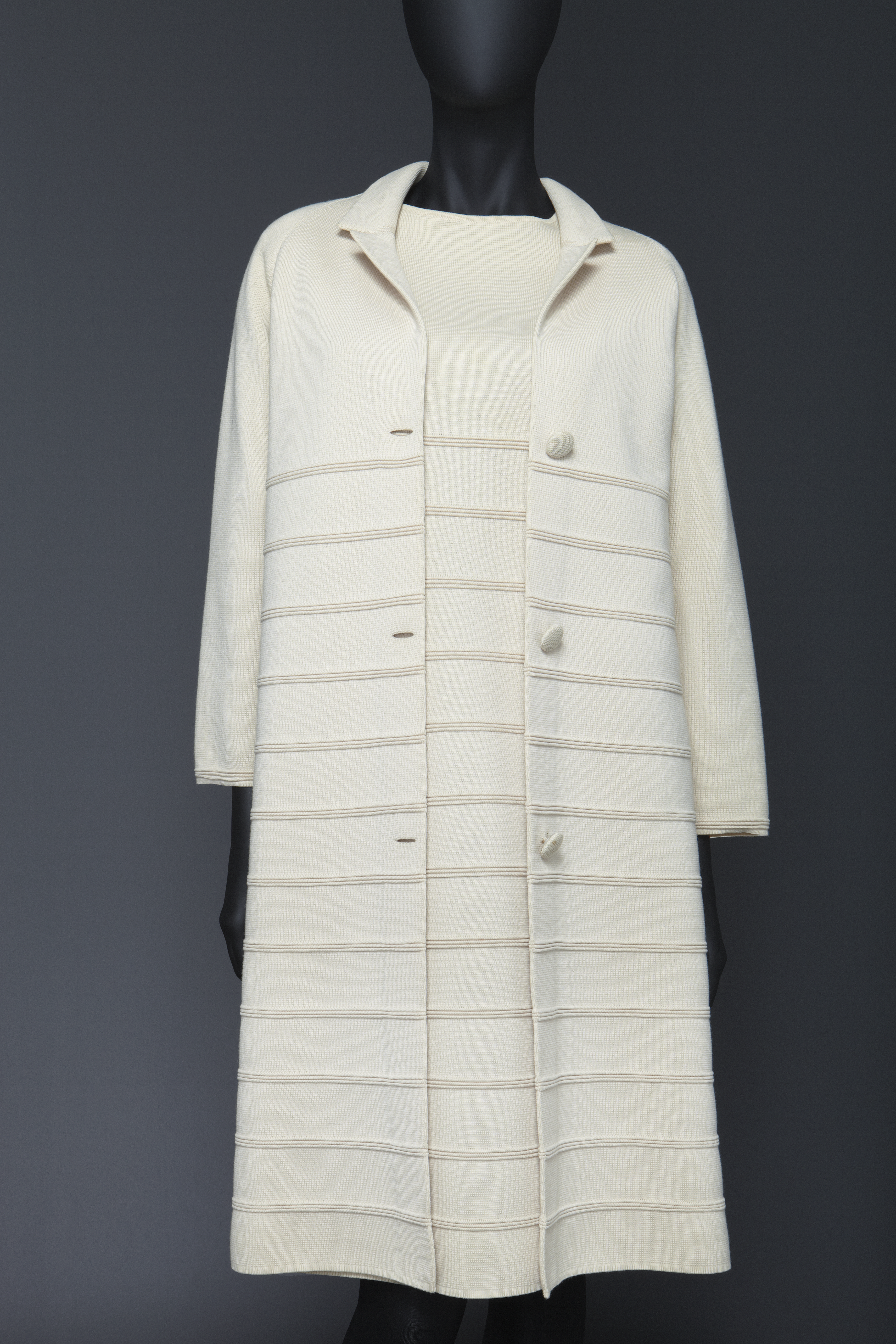
1970
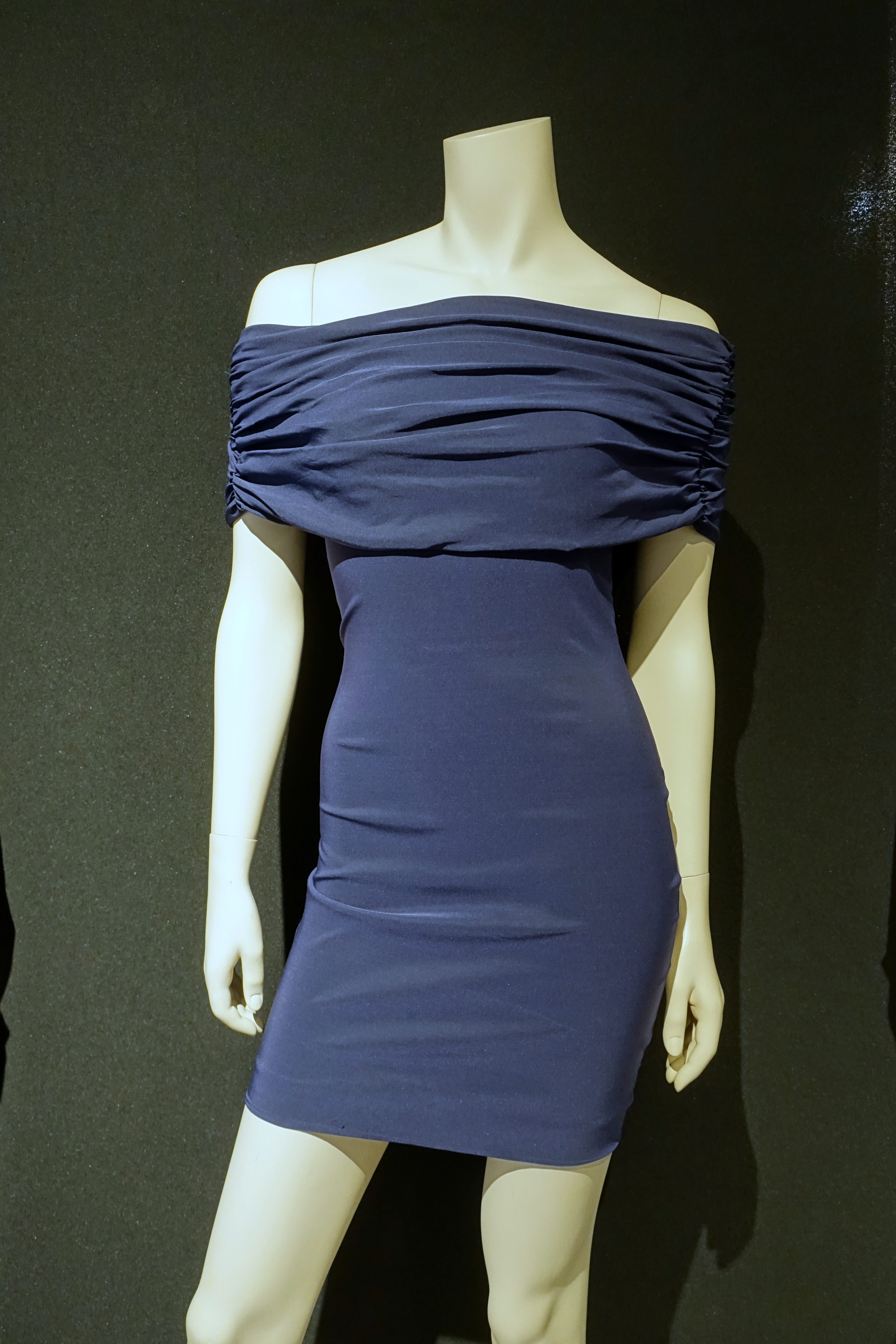
1995